# 황석산
황석산(黃石山)은 경상남도 함양군에 있는 높이 1,190m의 산이다.
백두대간 줄기에서 뻗어 내린 네 개의 산 (기백, 금원, 거망, 황석) 가운데 가장 끝자락에 흡사 칼을 세운 듯 솟구친  봉우리의 산이다.
황석산은 함양 땅 ‘안의’ 사람들의 지조와 절개를 상징하는 중요한 유적이다. 정유재란 당시 왜군에게 마지막까지 항거하던 이들이 성이 무너지자 죽음을 당하고 부녀자들은 천길 절벽에서 몸을 날려 지금껏 황석산 북쪽 바위 벼랑은 핏빛으로 물들었다.

## 같이 보기
- 황석산성 전투
- 함양 황석산성 - 사적 제322호
- 한국의 산